# Соломерецкий, Богдан Богданович
Князь Богдан Богданович Соломерецкий (1589—1630) — белорусский магнат герба Равич, староста кричевский (с 1620), один из наиболее последовательных защитников православной веры в Речи Посполитой.

## Биография
Представитель княжеского рода Соломерецких (Рюриковичи). Второй сын князя Богдана Ивановича Соломерецкого (? — 1602) и Евы Корсак.
Точная дата рождения неизвестна, родился в одном из имений семьи под Минском. Воспитывался в духе верности православию. В конце 1590-х годов отец пригласил известного учителя и проповедника Мелетия Смотрицкого, под руководством которого молодой Богдан Соломерецкий проходил обучение. Впоследствии они вместе выехали на учебу в Европу. Б. Б. Соломерецкий учился в университетах Бреслау, Нюрнберга, Лейпцига и Виттенберга.
После своего возвращения из-за границы в 1604 году женился на представительнице рода Сапег, в то же время он продолжал дело отца относительно поддержки православия в Литве и Белоруссии. Вместе с князем Богданом Огинским Богдан Соломерецкий поддерживал деятельность Виленского и Минского православных братств.
В 1620 году князь Богдан Соломерецкий был назначен старостой кричевским. В 1626 году решил в своем имении Барколабово учредить монастырь для противодействия унии. Однако этот план не успел воплотить, вследствие внезапной смерти в 1630 году. Его дело завершила сестра Елена со своим мужем Богданом Стеткевичем.

## Семья и дети
Жена — Екатерина Сапега, дочь Льва Сапеги. Дети:
- Кристина, жена с 1599 года старосты речицкого, князя Петра Жижемского (ум. 1618)
- Марина, жена хорунжего виленского Марциана Гурского
- Регина, жена хорунжего слонимского Юрия Мелешко
- Ян-Владислав (ум. 1641), маршалок пинский (1631), муж Анны Петровны Волович (ум. 1669)